# Åke Lindman

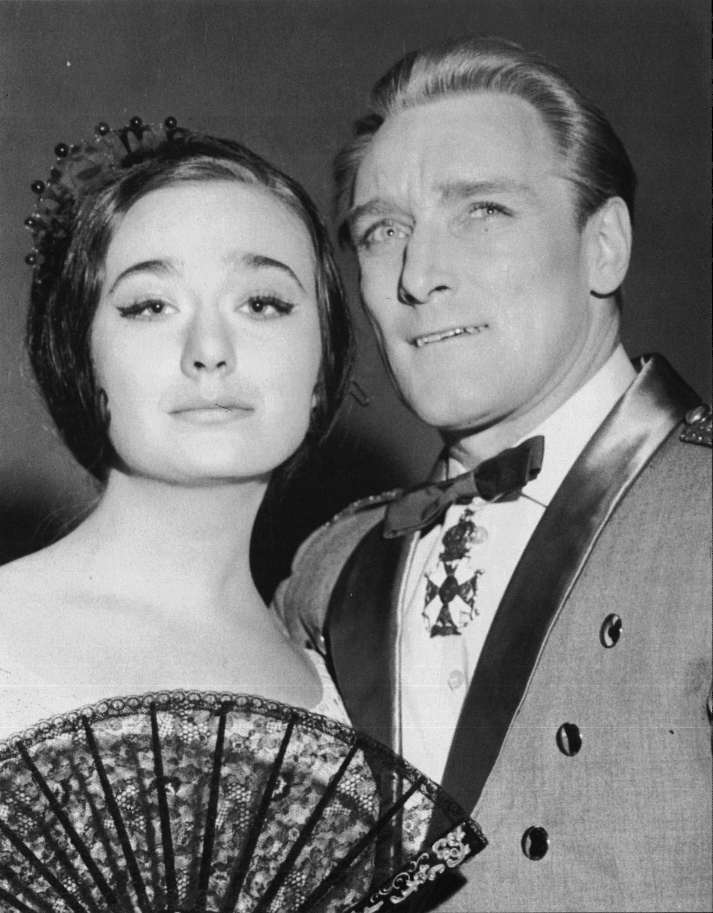
Iris-Lilja Lassila und Åke Lindman 1963

Åke Leonard Lindman (bis 1948 Åke Leonard Järvinen; * 11. Januar 1928 in Helsinki; † 3. März 2009 in Espoo) war ein finnischer Fußballspieler, später Regisseur und Filmschauspieler.

## Leben

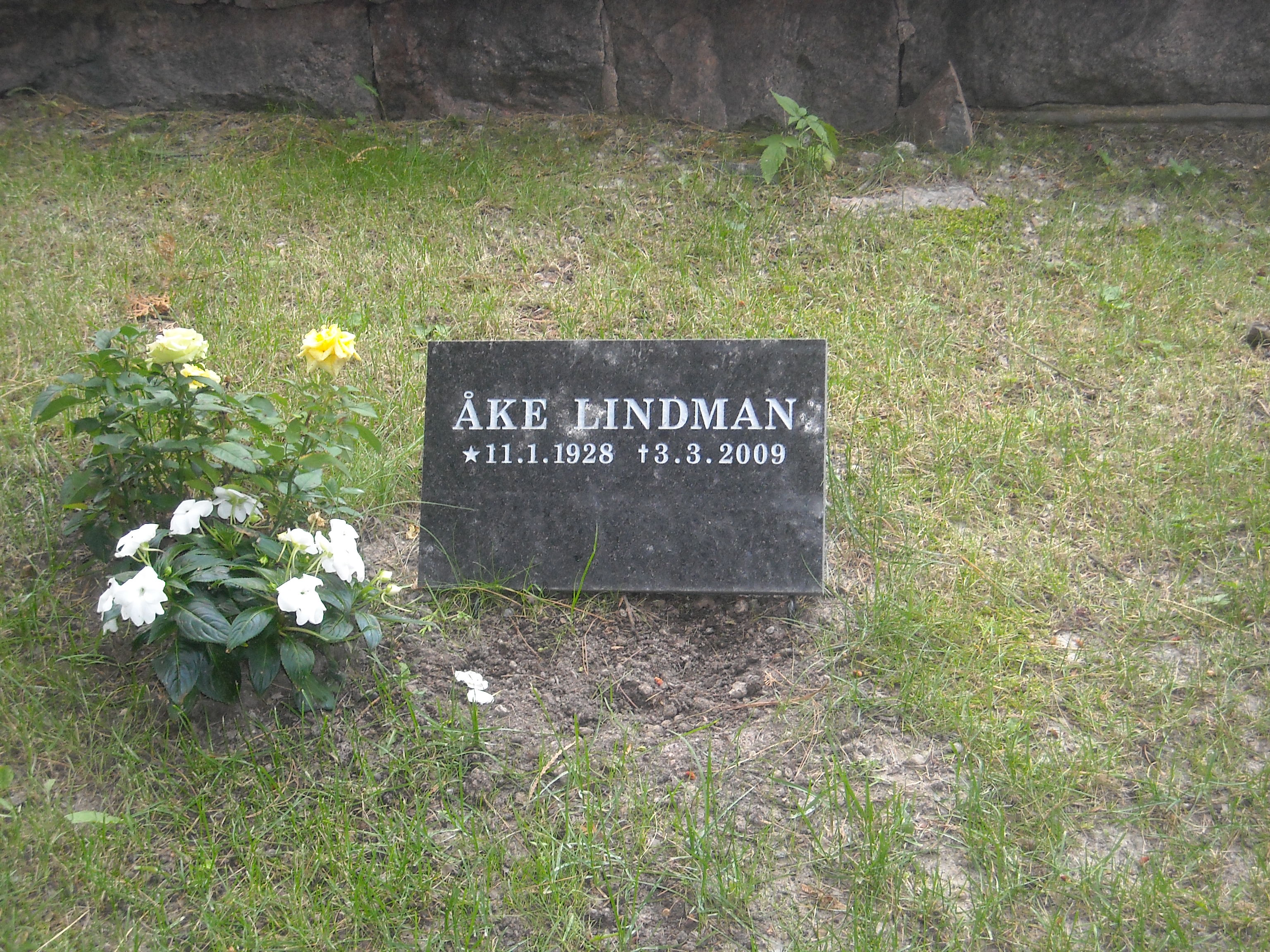
Lindmans Grab in Helsinki

Lindman war zunächst Fußballspieler für den Verein Helsingfors IFK und war auch in der Nationalmannschaft, die an den Olympischen Spielen in Helsinki teilnahm, Verteidiger. Ein Angebot der englischen Liga lehnte er ab und gab stattdessen der Karriere als Schauspieler den Vorrang.
Als Schauspieler war Lindman schon 1955 vor allem durch den Film Der unbekannte Soldat (Tuntematon sotilas) bekannt geworden; er war auch in dem deutschen Kuriosum Zurück aus dem Weltall und zwei finnischen Western zu sehen. Später konnte man ihn im Fernsehen genau so wie in gelegentlichen Filmrollen sehen. Auch als Regisseur trat Lindman in Erscheinung: Schon 1961 debütierte er mit Kertokaa se hänelle…; sein letzter Film Schlacht um Finnland (2007), in dem es um den Fortsetzungskrieg geht, wurde wegen seiner realistischen Kriegsszenarien bekannt.
Lindman gewann zweimal den Jussi, den wichtigsten finnischen Filmpreis, 1988 in der Kategorie „Beste Regie“ und 2008 für sein „Lebenswerk“.

## Filmografie (Auswahl)

### Als Schauspieler
- 1952: Das weiße Ren
- 1955: Der unbekannte Soldat
- 1957: Ein Mann und sein Gewissen
- 1957: Herr Kriegsminister
- 1958: Wenn die Nebel fallen
- 1958: Zurück aus dem Weltall
- 1961: Der Wilderer vom Teufelsmoor
- 1962: Versuchung am See
- 1977: Telefon
- 1978: Ein unbekannter Freund
- 1981: Reds
- 1985: Jenseits der Morgenröte (6-teiliger Fernsehfilm)
- 1993: Die Jagd nach dem magischen Wasserrad (Den korsikanske biskopen, Fernsehfilm)
- 1996: Die Jäger
- 1999: Eine kleine Weihnachtsgeschichte

### Als Regisseur
- 1963: Unreif für die Liebe (Ota Minut Nuorena)
- 1983: Der kalte Tod (Harjunpää och kalla döden, Fernsehserie)
- 2004: Beyond the Front Line – Kampf um Karelien (Framom främsta linjen)
- 2007: Schlacht um Finnland (Tali-Ihantala 1944)